# Anthony Blondell
Anthony Blondell (Cumaná, 17 maggio 1994) è un calciatore venezuelano, attaccante svincolato.

## Carriera

### Club
Blondell esordisce nel calcio professionistico con lo Yaracuyanos, segnando anche le prime reti da professionista nella massima serie venezuelana. Passa poi allo Zamora dove vince due campionati, collezionando 37 presenze e cinque reti in tutte le competizioni ed esordendo a livello continentale sia in Coppa Libertadores sia in Coppa Sudamericana.
Nel 2017 passa al Monagas, dove conquista il titolo di capocannoniere con 24 gol in 39 presenze, aiutando la squadra a vincere il campionato.
Il 30 novembre 2017 passa ai canadesi del Vancouver Whitecaps.

### Nazionale
Blondell esordisce con la nazionale venezuelana il 13 novembre 2017 giocando gli ultimi minuti dell'amichevole contro l'Iran.

## Statistiche

### Presenze e reti nei club
Statistiche aggiornate al 23 gennaio 2018.
| Stagione        | Club                | Campionato      | Campionato | Campionato | Coppe nazionali | Coppe nazionali | Coppe nazionali | Coppe continentali | Coppe continentali | Coppe continentali | Altre coppe | Altre coppe | Altre coppe | Totale | Totale |
| Stagione        | Club                | Comp            | Pres       | Reti       | Comp            | Pres            | Reti            | Comp               | Pres               | Reti               | Comp        | Pres        | Reti        | Pres   | Reti   |
| --------------- | ------------------- | --------------- | ---------- | ---------- | --------------- | --------------- | --------------- | ------------------ | ------------------ | ------------------ | ----------- | ----------- | ----------- | ------ | ------ |
| 2012-2013       | Yaracuyanos         | PD              | 19         | 4          |                 | -               | -               |                    | -                  | -                  |             | -           | -           | 19     | 4      |
| 2013-2014       | Yaracuyanos         | PD              | 21         | 1          |                 | -               | -               |                    | -                  | -                  |             | -           | -           | 21     | 1      |
| 2014            | Zamora              | PD              | 20         | 3          |                 | -               | -               |                    | -                  | -                  |             | -           | -           | 20     | 3      |
| 2015            | Zamora              | PD              | 5          | 1          |                 | -               | -               | CL+CS              | 2+1                | 0                  |             | -           | -           | 8      | 1      |
| 2016            | Zamora              | PD              | 7          | 1          | CV              | 2               | 0               |                    | -                  | -                  |             | -           | -           | 9      | 1      |
| 2017            | Monagas             | PD              | 26         | 17         | CV              | 1               | 0               |                    | -                  | -                  |             | -           | -           | 27     | 17     |
| 2018            | Vancouver Whitecaps | MLS             | 18         | 1          | CC              | 2               | 0               |                    | -                  | -                  |             | -           | -           | 20     | 1      |
| Totale carriera | Totale carriera     | Totale carriera | 106        | 24         |                 | 5               | 0               |                    | 3                  | 0                  |             | -           | -           | 114    | 24     |

### Cronologia presenze e reti in nazionale
| Cronologia completa delle presenze e delle reti in nazionale ― Venezuela | Cronologia completa delle presenze e delle reti in nazionale ― Venezuela | Cronologia completa delle presenze e delle reti in nazionale ― Venezuela | Cronologia completa delle presenze e delle reti in nazionale ― Venezuela | Cronologia completa delle presenze e delle reti in nazionale ― Venezuela | Cronologia completa delle presenze e delle reti in nazionale ― Venezuela | Cronologia completa delle presenze e delle reti in nazionale ― Venezuela | Cronologia completa delle presenze e delle reti in nazionale ― Venezuela |
| Data                                                                     | Città                                                                    | In casa                                                                  | Risultato                                                                | Ospiti                                                                   | Competizione                                                             | Reti                                                                     | Note                                                                     |
| ------------------------------------------------------------------------ | ------------------------------------------------------------------------ | ------------------------------------------------------------------------ | ------------------------------------------------------------------------ | ------------------------------------------------------------------------ | ------------------------------------------------------------------------ | ------------------------------------------------------------------------ | ------------------------------------------------------------------------ |
| 13-11-2017                                                               | Nimega                                                                   | Venezuela                                                                | 0 – 1                                                                    | Iran                                                                     | Amichevole                                                               | -                                                                        | 87’                                                                      |
| Totale                                                                   |                                                                          | Presenze                                                                 | 1                                                                        |                                                                          | Reti                                                                     | 0                                                                        |                                                                          |

## Palmarès

### Club

#### Competizioni nazionali
- Campionato venezuelano: 3

Zamora FC: 2015, 2016
Monagas: 2017

### Individuale
- Capocannoniere del Campionato venezuelano: 1

2017 (24 gol)